# Parafia Najświętszego Serca Pana Jezusa w Piaśnikach
Parafia Najświętszego Serca Pana Jezusa w Świętochłowicach-Piaśnikach – rzymskokatolicka parafia w dekanacie świętochłowickim, założona 1 lipca 1938 roku. 

## Proboszczowie
- ks. Aleksander Guzy (1938–1940)
- ks. Franciszek Olma (1940–1953)
- ks. Karol Brzoza (1953–1957)
- ks. Józef Wieczerzak (1957–1962)
- ks. Stanisław Woźniak (1962–1968)
- ks. Henryk Ścierski (1968–1977)
- ks. Józef Palka (1977–2002)
- ks. Marek Kotyczka (2002–2024)
- ks. Łukasz Ryguła (administrator) (od 2024)[1]